# Mira Todorova
Mira Todorova (bulgariska: Мира Тодорова), född 12 april 1994 i Tjirpan, Bulgarien, är en volleybollspelare (center).
Under karriären har Todorova spelat för VK Maritsa (2007-2013), Voléro Zürich (2013-2014 och 2017-2018), Sm'Aesch Pfeffingen (2014-2015), Entente Sportive Le Cannet-Rocheville (2015-2017), Volero Le Cannet (2018-2019), RC Cannes (2019-2020), Allianz MTV Stuttgart (2020-2022) och CSM Târgoviște (2022-). Todorova har spelat med Bulgariens landslag sedan 2015.